# Médaille Anni-Swan
La médaille Anni-Swan (finnois : Anni Swan -mitali) est un prix littéraire de Finlande.

## Description
Le prix récompensant les livres pour enfants ou pour les jeunes est distribué par IBBY tous les trois ans.
Le prix est nommé en l'honneur d'Anni Swan.

## Liste des lauréats
| Année | Auteur                      | Livres (publication)                                                                  |
| ----- | --------------------------- | ------------------------------------------------------------------------------------- |
| 1961  | Merja Otava                 | Priska (1959)                                                                         |
| 1964  | Tove Jansson                | Näkymätön lapsi (Det osynliga barnet, 1962)                                           |
| 1967  | Esteri Vuorinen             | Köydenvetäjät (1964) Martin sarviherra (1965) Lentojuna (1966)                        |
| 1970  | Oili Tanninen               | Hippu (1967) Robotti Romulus (1968) Nunnu putoaa (1969)                               |
| 1973  | Margareta Keskitalo         | Liukuhihnaballadi (1971)                                                              |
| 1976  | Hannu Mäkelä                | Herra Huu (1973) Herra Huu saa naapurin (1974) Herra Huu muuttaa (1975)               |
| 1979  | Leena Krohn                 | Ihmisen vaatteissa (1976)                                                             |
| 1982  | Anna-Liisa Haakana          | Ykä yksinäinen (1980)                                                                 |
| 1985  | Kaarina Helakisa            | Pikku Joonas (1984)                                                                   |
| 1988  | Eeva Tikka                  | Virranhaltijan salaisuus (1987)                                                       |
| 1991  | Hannele Huovi               | Vladimirin kirja (1988)                                                               |
| 1994  | Tuula Kallioniemi           | Järvihirviö (1990)                                                                    |
| 1997  | Asko Martinheimo            | Isojalkainen poika (1996)                                                             |
| 2000  | Jukka Parkkinen             | Suvi Kinos ja elämän eväät (2000)                                                     |
| 2003  | Sinikka Nopola Tiina Nopola | Heinähattu ja Vilttitossu (2001)                                                      |
| 2006  | Jukka Itkonen               | Koipihumppa (2005)                                                                    |
| 2009  | Marja-Leena Tiainen         | Alex ja pelon aika (2006) Alex, Aisha ja Sam (2007) Alex, Aisha ja toivon aika (2008) |
| 2012  | Raili Mikkanen              | Suomen lasten linnakirja (2011)                                                       |
| 2015  | Vilja-Tuulia Huotarinen     | Kimmel (2014)                                                                         |
| 2018  | Anneli Kanto                | Viisi villiä Virtasta (série)                                                         |
| 2021  | Annika Sandelin             | Silkkiapinan nauru (2019)                                                             |